# وین-دیکسی
وین-دیکسی (انگلیسی: Winn-Dixie) شرکت خرده‌فروشی آمریکایی است، که در سال ۱۹۲۵ تأسیس شد.